# Tarasivșciîna, Vîșhorod
Tarasivșciîna (în ucraineană Тарасівщина) este un sat în comuna Havrîlivka din raionul Vîșhorod, regiunea Kiev, Ucraina.

## Demografie
Componența lingvistică a localității Tarasivșciîna
     Ucraineană (98,07%)
     Rusă (1,38%)
     Alte limbi (0,55%)
Conform recensământului din 2001, majoritatea populației localității Tarasivșciîna era vorbitoare de ucraineană (98,07%), existând în minoritate și vorbitori de rusă (1,38%).